# House Arrest (Sofi Tukker & Gorgon City)
House Arrest is een nummer uit 2020 van het Amerikaanse muziekduo Sofi Tukker en het Britse muziekduo Gorgon City.
In een interview met NME vertelt Sophie Hawley-Weld, de zangeres van Sofi Tukker, dat het nummer gaat over de periode nadat ze haar been brak op het podium, waardoor ze genoodzaakt was thuis te blijven om te herstellen, wat als huisarrest voelde. In de eerste instantie bleef het nummer op de plank liggen, maar toen de coronapandemie uitbrak bleek het nummer ineens heel goed tot zijn recht te komen, waardoor Sofi Tukker en Gorgon City besloten het alsnog uit te brengen. Het nummer flopte in Amerika en Engeland, maar werd wel een bescheiden hit in Nederland. Het haalde de 37e positie in de Nederlandse Top 40. In Vlaanderen bereikte het nummer de Tipparade.